# Dirty Rotten Imbeciles
Dirty Rotten Imbeciles (también conocidos como D.R.I.) es una banda estadounidense de crossover thrash que fue formada el 3 de mayo de 1982 en Houston, Texas.
La banda nunca tuvo un éxito masivo, pero fue una influencia en otras bandas contemporáneas más reconocidas como: Suicidal Tendencies, Stormtroopers of Death, Municipal Waste y Cryptic Slaughter. Junto a estas bandas, D.R.I. serían considerados los pioneros del sonido que más tarde sería llamado crossover thrash. Este término fue acuñado en su álbum de 1987, llamado Crossover.
Aunque la banda siga activa hoy, D.R.I no ha sacado un disco de larga duración desde 1995, con su álbum Full Speed Ahead.

## Historia
D.R.I se formaron el 2 de mayo de 1982 en la ciudad de Houston, Texas. La alineación inicial consistía de Spike Cassidy (guitarra), Kurt Brecht (voz), Eric Brecht (batería) y Dennis Johnson (bajo).
El grupo empezó a tocar en la casa de los padres de Kurt y Eric. El ruido que hacía la banda era el motivo de las quejas habituales del padre de Kurt y Eric. Esto llevó a que la banda obtuviera su nombre, al describirles aquel como «una pandilla de sucios y asquerosos imbéciles (dirty rotten imbeciles)». Esto fue también la inspiración de la canción «Madman», en donde se mostraba un fragmento de una grabación del padre de Kurt y Eric interrumpiendo el ensayo de la banda para quejarse por el ruido que ocasionaban.
Dos meses después de formarse, el 2 de julio de 1982, dieron su primer concierto, en el Joe Star's OMNI, en Houston.
Los días 6 y 7 de noviembre de 1982, D.R.I grabaron su primer lanzamiento, Dirty Rotten EP, metiendo 22 canciones en un EP de 7" de 18 minutos de duración. Sólo se sacaron 1000 copias de esta versión del EP, lo que ha hecho de él un objeto raro de coleccionismo. La demanda causó que el EP fuera reeditado como un LP de 12" en 1983, y llamado Dirty Rotten LP.
En el año 1983, D.R.I. se trasladó a San Francisco, donde vivían en su camioneta comiendo en comedores populares entre conciertos. Dennis Johnson renunció a la banda y regresó a su hogar en Texas. Fue remplazado por Sebastian Amok, y al cabo de pocos meses, D.R.I se hallaban en la gira «Rock Against Reagan» junto a MDC, The Dicks, Crucifucks y Dead Kennedys (estos últimos sólo se unieron a los últimos conciertos de la gira). Al finalizar esta gira , Sebastian Amok fue reemplazado por Josh Pappe.
Su siguiente lanzamiento fue el EP en 7" de 4 canciones llamado Violent Pacification, en 1984. Después de la gira en el verano de 1984, Eric Brecht se casó y dejó la banda. Fue sustituido por Felix Griffin. También en 1984, una de sus canciones, «Snap», apareció en la compilación antiguerra P.E.A.C.E., junto a las de otras famosas bandas de hardcore y punk como Crass, D.O.A., Dead Kennedys y MDC.
El LP Dealing With It salió en marzo de 1985. El grupo realizó muchas giras para promocionar el álbum. En algún momento durante la grabación, Josh dejó la banda. En su lugar, Mikey Offender (bajista de los Offenders) tocó el bajo en el álbum, si bien Spike tocó el bajo en las canciones que Mikey no tuvo tiempo de aprenderse.
Las canciones de Dealing with it tendían ligeramente hacia la dirección del crossover thrash, pero aún mantenían el sonido thrashcore de la banda.
El 26 de abril de 1986 grabaron su concierto en el Olympic Auditorium de Los Ángeles y publicaron el vídeo, que fue titulado Live at the Olympic.
En marzo de 2006 al guitarrista Spike Cassidy (junto con el vocalista Kurt, el único miembro que participa en todos los discos de D.R.I.) le diagnosticaron cáncer de colon. En la propia página del grupo se pudieron hacer donaciones para pagar su tratamiento a través de PayPal. Un tiempo después, Spike se recuperó de la enfermedad.
El tema No Sense, del primer álbum de D.R.I. llamado Dirty Rotten EP, está considerado el primero en usar el ritmo blast beats en la batería.

## Miembros
- Kurt Brecht – voz (1982–presente)
- Spike Cassidy – guitarra (1982–presente)
- Greg Orr – bajo (2017–presente)
- Rob Rampy – drums (1990–2014, 2018–presente)

## Miembros pasados
- Dennis Johnson – bajo (1982–1983)
- Sebastion Amok – bajo (1983)
- Josh Pappe – bajo (1983–1984; 1985–1989, fallecido en 2020)[5]
- Mikey "Offender" Donaldson – bajo (1984–1985; fallecido en 2007)[6]
- John Menor – bajo (1989–1994)
- Chumly Porter – bajo (1994–1999; fallecido en 2011)[7]
- Harald Oimoen – bajo (1999–2017)
- Eric Brecht – batería (1982–1984)
- Felix Griffin – batería (1984–1990)
- Brandon Karns – batería (2014–2016)
- Walter "Monsta" Ryan – batería (2016–2018)

## Discografía

### Álbumes
- LP Dirty Rotten EP, Rotten Records 1987, Roadrunner 1988. Reedición del EP de 1983 añadiendo las canciones del EP de 1984.
- LP Dealing With It (Death Records - Metalblade, 3/85).
- LP Crossover (Death - Metalblade 72201, 1986)
- LP 4 of a Kind (grabado en febrero de 1988; Metal Blade / Enigma DI 73304, primavera de 1988).
- LP Thrash Zone (9/89).
- LP Definition (Rotten Records, primavera de 1992).
- LP Live (grabado el 27/11/92; Rotten, 1994).
- LP Full Speed Ahead (Rotten, 1995).
- CD Greatest Hits - Best Of (recopilación, 2001)
- CD The Dirty Rotten CD - Best Of (recopilación, 2002)
- CD Greatest Hits (2004)
- CD Live at CBGB's 1984 (2005)
- CD Skating to Some Fucked Up Shit - Best Of (recopilación, 2008)
- CD Thrashing hard at the bluebird thearter (2010)

### Sencillos y EP
- EP Dirty Rotten EP (grabado el 6-7/11/82; publicado por DRI Records, DRI 183, 1983; reedición en RRadical Records, DRI 183, 1983; después como 12” Dirty Rotten LP, Rotten Records 1987, Roadrunner 1988, con las canciones del EP de 1984).
- EP Violent Pacification (DRI - RRadical, DRI 2, 1984).
- Split EP con Raw Power (grupo italiano): Dirty Rotten Power (2001).
- EP But Wait... There's More! (Beer City Skateboards and Records, 2016).

### Participaciones en recopilatorios
- «Running Around» en el LP Cottage Cheese from the Lips of Death (Ward 9 Records, W9001, 1983), álbum recopilatorio de grupos de punk y hardcore de Texas.
- «Snap» en el doble LP P.E.A.C.E. (RRadical, RR 1984, finales de 1984).
- «Madman» y «Sad to Be» en el LP recopilatorio Rat Music for Rat People vol. 2 (CD Presents Ltd, CD 009, 1984).

### VHS
- Live at the Olympic (1986)
- Live At The Ritz (1988)

### DVD
- Live at the Ritz (2001)
- Live at CBGB'S 1984 (2005)